# Albrecht-Nicolai-Pokal
Der Albrecht-Nicolai-Pokal ist eine Auszeichnung im Bereich Tischtennis, den der Westdeutsche Tischtennisverband an Vereine, Mannschaften, Aktive oder Funktionäre aus Nordrhein-Westfalen verleiht, die hervorragende sportliche Haltungen (ausdrücklich nicht „besondere Leistungen“) im Tischtennis aufzuweisen haben oder durch besondere Verdienste aufgefallen sind. Die außerordentlichen Verdienste können in der Vergangenheit liegen oder aber durch im aktuellen Wirken des Ausgezeichneten liegen.
Der Albrecht-Nicolai-Pokal wird seit 1950 ein Mal pro Jahr verliehen.
Benannt ist der Preis nach dem Tischtennisspieler Albrecht Nicolai, der als Gründungsmitglied dem Verein ESV Blau-Rot Bonn angehörte und vor dem Zweiten Weltkrieg bei den Stuttgarter Kickers spielte und dem Gau Mittelrhein vorstand. Nicolai verstarb 1950 im Alter von 38 Jahren. Seine Bonner Vereinskameraden stifteten den Nicolai-Pokal.

## Die bisherigen Preisträger
| Jahr der Verleihung | Preisträger                                            | Verdienst |
| ------------------- | ------------------------------------------------------ | --- |
| 1950                | TTC Schwarz-Gelb Steele                                | Sportliche Erfolge |
| 1951                | SuS Bielefeld II                                       | |
| 1952                | DJK Roland Köln-West                                   | |
| 1953                | TuS Eintracht Minden (Damen)                           | |
| 1954                | FC Schalke 04 II                                       | |
| 1955                | TTC Gellinghausen                                      | Sportliche Erfolge |
| 1956                | 1. TTC Schwarz-Gelb Dülken                             | |
| 1957                | TTC Blau-Weiß Krefeld 1933                             | |
| 1958                | TTV Metelen                                            | Sportliche Erfolge |
| 1959                | Sportfreunde Katernberg                                | Sportliche Erfolge |
| 1960                | TTC Heiligenhaus                                       | Sportliche Erfolge |
| 1961                | Weiß-Rot-Weiß Kleve                                    | Sportliche Erfolge |
| 1962                | Hilde Gröber                                           | Sportliche Erfolge |
| 1963                | DTC Kaiserberg                                         | Sportliche Erfolge |
| 1964                | Manfred Knabe (DJK Rheinland Ruhrort)                  | Sportliche Erfolge |
| 1965                | -                                                      | |
| 1966                | Eberhard Schöler                                       | Sportliche Erfolge |
| 1967                | Agnes Simon                                            | Sportliche Erfolge |
| 1968                | Helmuth Hoffmann (Köln)                                | Sportliche Erfolge |
| 1969                | -                                                      | |
| 1970                | SV Moltkeplatz Essen                                   | Sportliche Erfolge |
| 1972                | Borussia Düsseldorf                                    | Sportliche Erfolge |
| 1972                | Bernie Vossebein                                       | Langjähriger Verbandstrainer |
| 1973                | Diane Schöler                                          | Funktionärin |
| 1974                | Karl-Heinz Hasenbrink (Meidericher TTC 47)             | Funktionär |
| 1975                | Klemens Hoffstadt (TuS Oberkassel)                     | Funktionär |
| 1976                | Wilfried Lieck                                         | Sportliche Erfolge |
| 1977                | Berti Pingel                                           | Sportliche Erfolge |
| 1978                | Karlheinz Simon                                        | Funktionär |
| 1979                | Walter Mühlhausen (ASV Wuppertal)                      | Funktionär |
| 1980                | Ursula Kamizuru                                        | Sportliche Erfolge |
| 1981                | Wiebke Hendriksen                                      | Sportliche Erfolge |
| 1982                | Bernd Hessing (Steinfurt)                              | Funktionär |
| 1983                | Werner Scheffler (Ascheberg)                           | Funktionär |
| 1984                | Peter Hübner                                           | Sportliche Erfolge |
| 1985                | Monika Kneip-Stumpe                                    | Sportliche Erfolge |
| 1986                | Heinz Schmidt (Düsseldorf)                             | Funktionär |
| 1987                | Ludwig Weber (Essen)                                   | Funktionär |
| 1988                | Ralf Wosik                                             | Sportliche Erfolge |
| 1989                | Winfried Pohle (Unna)                                  | Funktionär |
| 1990                | Friedel Klüter (Union Hagen)                           | Funktionär |
| 1991                | Alfred Lackner (TTG DJK Rheinland Hamborn)             | Sportliche Erfolge |
| 1992                | Adalbert Schmidt (Wiehl)                               | Funktionär |
| 1993                | Gisela Sattler (Essen)                                 | Funktionärin |
| 1994                | TuS Jahn Soest                                         | |
| 1995                | Kasimir Kamzella (Lünen)                               | Regelmäßige Ausrichtung von Veranstaltungen für den DTTB und den WTTV |
| 1996                | Nicole Struse                                          | Sportliche Erfolge |
| 1997                | Jörg Roßkopf                                           | Sportliche Erfolge |
| 1998                | Heinz Storck (Münster)                                 | Funktionär |
| 1999                | Werner Müller (Duisburg)                               | Funktionär |
| 2000                | TTC Blau-Weiß Grevenbroich                             | |
| 2001                | Willy Stahl (Hückeswagen)                              | Funktionär |
| 2002                | Werner Kruppa (Köln)                                   | Funktionär |
| 2003                | Winfried Stöckmann (Essen)                             | Öffentlichkeitsarbeit |
| 2004                | Josef Kück (Kleve)                                     | Funktionär |
| 2005                | Theo Sattler (Essen)                                   | Schiedsrichter |
| 2006                | Peter Kaiser (Düren)                                   | Öffentlichkeitsarbeit |
| 2007                | Werner Almesberger (Oberhausen)                        | Funktionär |
| 2008                | Dirk Huber (Leverkusen)                                | Trainer |
| 2009                | Kreis Bielefeld/Halle                                  | Ausrichtergemeinschaft Deutsche Meisterschaften 1996, 2003 und 2009 |
| 2010                | Bruno Dünchheim (Pulheim)                              | Nachwuchsarbeit |
| 2011                | TTC Mennighüffen                                       | Regelmäßige Ausrichtung von Veranstaltungen für den DTTB und den WTTV |
| 2012                | Roswitha Lindner/Hans-Achim Theelen (Krefeld/Duisburg) | Engagement im Seniorensport |
| 2013                | Marco Steinbrenner (Dülmen)                            | 16 Jahre Pressesprecher des WTTV |
| 2014                | Dieter Steffen (TTC Mennighüffen)                      | 50 Jahre Vereinsvorsitzender und Funktionär |
| 2015                | Hans‐Joachim Fietz (Warburg)                           | Funktionär |
| 2016                | Wolfgang Schmidt (TV 1862 Geseke)                      | Außergewöhnliches Engagement für die TT-Abteilung des TV Geseke durch den Kauf und den Umbau einer alten Industriehalle zur Tischtennis-Halle, finanziert durch Spenden. |
| 2017                | TTV Rees-Groin                                         | |
| 2018                | Hans-Jürgen Posnanski (Hattingen)                      | Funktionär |
| 2019                | Helmut Joosten (Rees)                                  | Funktionär |
| 2020                | Reinhardt Hantke (Duisburg)                            | Funktionär |
| 2021                | Christiane Fornefeld (Paderborn)                       | Funktionärin |
| 2022                | Andreas Preuß (Düsseldorf)                             | Funktionär |
| 2023                | Erwin Daniel (WTTV)                                    | Funktionär |